# Densborner Wassermühle
Die Densborner Wassermühle (früher: Kniemühle) ist eine historische, 1762 erbaute, denkmalgeschützte Wassermühle am Rand der Ortsgemeinde Densborn im Landkreis Vulkaneifel (Rheinland-Pfalz).
Die Aufzeichnungen über die Mühle reichen bis ins frühe 19. Jahrhundert zurück. Sie wird vom Treisbach, der in Densborn in die Kyll mündet, angetrieben und stand bis 1962 als Kornmühle in Dienst. Von 1908 bis 1962 wurde sie von der Familie Knie betrieben, bis sie dann vom damaligen Müller Josef Knie stillgelegt wurde, da sie in Konkurrenz zu den immer mehr aufkommenden großen Industriemühlen nicht mehr wirtschaftlich zu betreiben war.
Ab 2008 wurde sie restauriert und wieder in Stand gesetzt. Im Frühjahr 2011 wurde der historische Mühlstein wieder eingesetzt und die Mühle erneut in Betrieb genommen, so dass sie nun wieder Korn mahlen kann. Außerdem produziert sie Strom aus der Wasserkraft, die das Mühlrad antreibt. Heute wird die Mühle vor allem für Workshops und Events genutzt.